# Elias Huth
Elias Paul Huth (* 10. Februar 1997 in Großwelzheim) ist ein deutscher Fußballspieler. Der Stürmer stand zuletzt beim SSV Jahn Regensburg unter Vertrag.

## Karriere
Elias Huth begann seine Karriere in der Jugend in Großwelzheim. Nach Stationen bei den Kickers Offenbach, Bayern Alzenau, der Eintracht und dem FSV Frankfurt wechselte er 2015 in die Jugend von Hannover 96. 2016 wurde er in die zweite Herrenmannschaft aufgenommen, für die er sein erstes Spiel am 14. Mai 2016 gegen den FC St. Pauli II bestritt und gleich das einzige Tor der Mannschaft erzielte. Am 2. Dezember 2016 debütierte er in der Profimannschaft, als er im Zweitligaspiel gegen den 1. FC Heidenheim eingewechselt wurde. Zur Saison 2017/18 wurde Huth zum Drittligisten FC Rot-Weiß Erfurt verliehen.
Im Sommer 2018 wechselte Huth zum Absteiger in die 3. Liga, dem 1. FC Kaiserslautern. Er unterschrieb einen Dreijahresvertrag. Am 8. Spieltag beim Auswärtsspiel gegen den FC Carl Zeiss Jena wurde Huth in der 78. Minute beim Stande von 1:2 eingewechselt und drehte die Partie durch Treffer in der 82. und 88. Minute. Jena konnte jedoch in der Nachspielzeit noch zum 3:3-Endstand ausgleichen. Huth wurde in der Drittligasaison 2018/19 insgesamt 27-mal eingewechselt und stand 1-mal in der Startelf.
Für die Saison 2019/20 wurde der Stürmer an den Drittligakonkurrenten FSV Zwickau verliehen. Dort entwickelte er sich auf Anhieb zum Stammspieler und Leistungsträger in der Offensive und konnte in 19 Hinrundenpartien 8 Tore erzielen. Innerhalb der Winterpause zog sich Huth einen Mittelfußbruch zu und fiel mehrere Wochen aus. Nach seinem Comeback in der Rückrunde steuerte mit weiteren sechs Toren einen wichtigen Teil zum knappen Klassenerhalt der Schwäne bei und kam so in der Saison 2019/2020 auf insgesamt 14 Tore und drei Vorlagen.
Zur Saison 2020/21 kehrte Huth zum 1. FC Kaiserslautern zurück, wo er seinen ursprünglich bis Sommer 2021 laufenden Vertrag um ein Jahr bis Sommer 2022 verlängerte. Nach 29 Einsätzen in der Saison 2020/21, wieder überwiegend als Einwechselspieler, kam er in der Hinrunde der Saison 2021/22 zumeist in der fünftklassigen Oberliga für die Reservemannschaft des 1. FC Kaiserslautern zum Einsatz.
In der Winterpause 2022 verließ Huth den FCK und wechselte ligaintern zum Halleschen FC. Der Wechsel war ein Tauschgeschäft: Für Huth plus 300.000 Euro Ablösesumme wechselte Terrence Boyd im Gegenzug zum 1. FC Kaiserslautern. Zu Beginn der Saison 2022/23 schloss sich Huth dem Zweitligaabsteiger FC Erzgebirge Aue an und unterzeichnete einen Zweijahresvertrag. Dieser wurde im Sommer 2023 vorzeitig aufgelöst. Daraufhin wechselte er zum Ligakonkurrenten SSV Jahn Regensburg und unterschrieb einen Vertrag bis 2025. Dieser wurde nicht verlängert und er verließ den Verein.